# Moechohecyra sumatrana
Moechohecyra sumatrana är en skalbaggsart som beskrevs av Stefan von Breuning 1956. Moechohecyra sumatrana ingår i släktet Moechohecyra och familjen långhorningar. Inga underarter finns listade i Catalogue of Life.